# Добрава (Крижевці)
Добрава (словен. Dobrava) — поселення в общині Крижевці, Помурський регіон, Словенія. Висота над рівнем моря: 200,4 м.